# Alf-Inge Håland
Alf-Inge Håland (noruec: Alfie Haaland)  (Stavanger, 23 de novembre de 1972) és un exfutbolista noruec de la dècada de 1990.
Fou 34 cops internacional amb la selecció noruega.
Pel que fa a clubs, defensà els colors de Bryne FK, Nottingham Forest FC, Leeds United FC i Manchester City FC.
El seu fill Erling Braut Håland també és futbolista.